# Schem Tov ibn Falaquera
Schem Tov ben Joseph ibn Falaquera (* 1225; † um 1295), auch Palquera geschrieben (hebräisch שם טוב בן יוסף אבן פלקירה) war ein (vermutlich) spanischer Philosoph und Dichter jüdischer Abstammung.

## Leben
Falaquera war in arabischer und griechischer Philosophie geschult. Er arbeitete an der Fortführung einerseits der Philosophie und Wissenschaften, andererseits des jüdischen Denkens und Schriftverständnisses, was ihn zu Popularisierungen der Philosophie und teilweise auch zu ihrer Kritik führte. Im Maimonidesstreit unterstützte er Maimonides und schrieb einen offenen Brief zur Verteidigung seines Führers der Unschlüssigen (siehe unten).

## Werke
- Iggeret Hanhagat ha-Guf we ha-Nefesch, handelt von der Kontrolle von Körper und Geist.
- Ẓeri ha-Jagon, handelt von Resignation und Unglück. Ausgabe Cremona 1550.
- Iggeret ha-Wikkuaḥ, ein Dialog zwischen einem orthodoxen Juden und einem Philosophen über die Harmonie von Philosophie und Religion, der zu zeigen versucht, dass Bibel und Talmud mit der Philosophie exakt übereinstimmen. Ausgabe Prag 1810. Ins Lateinische übersetzt. Ausgabe Bibliothèque Nationale, Paris, MS. Latin, No. 6691A. Ausgabe Wien 1875 (Digitalisate: 1. (PDF; 1,0 MB) 2.)
- Reschit Ḥokhma, handelt von moralischen Pflichten und gibt die „ethischen Briefe“ des Aristoteles wieder, außerdem von den Wissenschaften und der Notwendigkeit des Philosophiestudiums. Schem-Ṭov behandelt besonders das Denken von Aristoteles und Platon. Ins Lateinische übersetzt. Ausgabe Bibliothèque Nationale, Paris, MS. Latin, No. 6691A.
- Sefer ha-Ma'alot, behandelt die verschiedenen Grade der menschlichen Vollkommenheit. Herausgabe durch L. Venetianer 1891. (Digitalisate: 1. (PDF; 6,3 MB) 2.)
- Ha-Mebaḳḳesh, behandelt in teils gereimter Dialogform das menschliche Wissen. Eine Überarbeitung von Reschit Ḥokhma. Erstdruck Krakau 1646. Neuausgabe von H. Levine, The Book of the Seeker (Sefer ha-Mebaqqesh) by Shem Tob ben Joseph Ibn Falaquera, New York 1976.
- Sefer ha-Nefesch, ein psychologischer Traktat in der Schule der arabischen Aristoteliker (mit ihrem neuplatonischen Einschlag), insbesondere von Avicenna. Ausgabe Brody 1835 (Digitalisat); Warschau 1924 (Digitalisat (PDF; 1,5 MB) ).
- More ha-More, ein Kommentar zu den philosophischen Teilen des More Nevukhim (Führer der Verirrten bzw. Unschlüssigen bzw. Orientierungslosen) des Maimonides, mit einem Anhang, welcher die hebräische Übersetzung des More von Samuel ibn Tibbon korrigiert. Ausgabe Pressburg 1837. (Digitalisate: 1., 2.) Neuausgabe und Kommentar von Yair Schiffman (Sources for the Study of Jewish Culture), Jerusalem 2002. ISBN 965-90148-5-6
- Brief zur Verteidigung des More Nevukhim gegenüber den Angriffen verschiedener v. a. französischer Rabbiner; veröffentlicht in den Minḥat Ḳena'ot. Ausgabe Pressburg 1838.
- Auszüge aus Ibn Gabirols Meḳor Ḥayyim, herausgegeben durch Solomon Munk in seinen Mélanges de Philosophie Juive et Arabe, Paris 1859.
- De'ot ha-Philosophim, enthält die Physik und Metaphysik des Aristoteles nach den Interpretationen von Averroes, so M. Steinschneider, Cat. Hebr. MSS. Leyden, No. 20.
- Iggeret ha-Musar, eine Zusammenstellung ethischer Sentenzen (vgl. Orient, Lit. 1879, p. 79).
- Megillat ha-Zikkaron, eine nicht überlieferte historiographische Arbeit, die in Mebaḳḳesh zitiert wird.
- Iggeret ha-Ḥalom, eine Abhandlung über Träume, erwähnt im More ha-More, iii., ch. 19, p. 131.